# 小叶栎
小叶栎（学名：Quercus chenii）是壳斗科栎属的植物，是中国的特有植物。分布于中国大陆的浙江、河南、福建、湖北、江西、四川、江苏、安徽等地，生长于海拔500米至600米的地区，多生长在丘陵地区，目前尚未由人工引种栽培。